# Bélamajor
Bélamajor (szerbül Карађорђево / Karađorđevo) település Szerbiában, a Vajdaságban, a Dél-bácskai körzetben, Palánka községben.
A település közelében található Tito egyik rezidenciája.

## Népesség

### Demográfiai változások
| 1948 | 1953 | 1961 | 1971 | 1981 | 1991 | 2002 | 2011 |
| ---- | ---- | ---- | ---- | ---- | ---- | ---- | ---- |
| 1110 | 1254 | 1287 | 1075 | 1147 | 1077 | 1012 | 738  |